# Johann Christian Feige

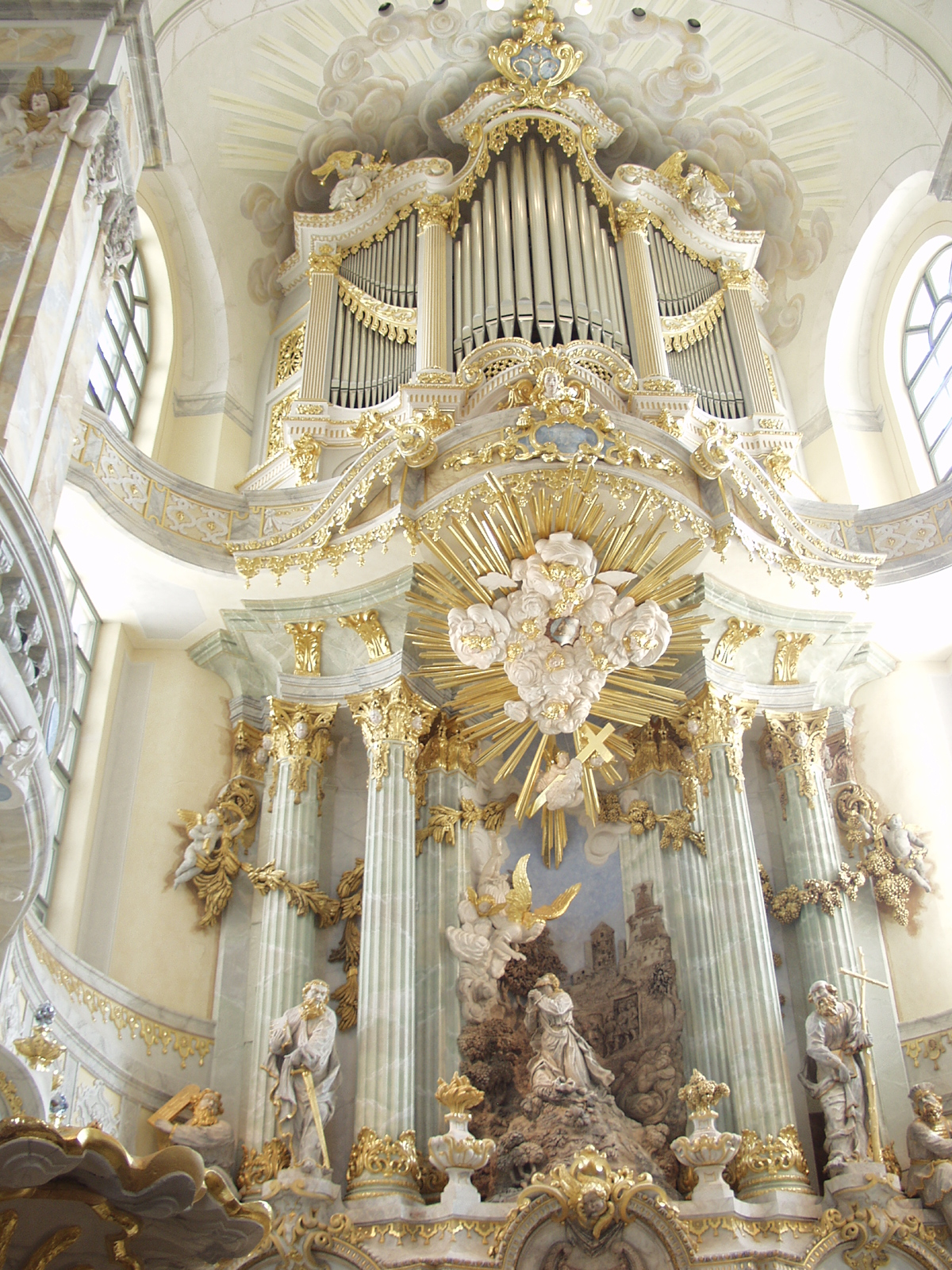
Altar der Frauenkirche

Johann Christian Feige (der Ältere; * 4. Februar 1689 in Zeitz; † 11. Februar 1751 in Dresden) war ein deutscher Bildhauer und Bildschnitzer.
Feige kam um 1718 nach Dresden und arbeitete zunächst in der Bildhauerwerkstatt bei Balthasar Permoser für die Ausschmückung des Dresdner Zwingers. Nach seiner Hochzeit im Jahr 1719 arbeitete er als selbständiger Bildhauer in Dresden. Am 30. Oktober 1728 wurden ihm die Bürgerrechte der Stadt verliehen. Um 1748 erfolgte die Ernennung zum Hofbildhauer, zu seinen Schülern gehörte u. a. Johann Joachim Kändler.
Feige schuf den Altar der Frauenkirche in Dresden sowie den später umgestalteten Altar der Auferstehungskirche in Plauen bei Dresden. Von Feige stammen auch zahlreiche Grabdenkmäler, unter anderem das für George Bähr, den Erbauer der Frauenkirche.

## Werke, Auswahl
- 1730: Taufstein und Kanzel für die Stadtkirche in Radeberg
- Grabmal für den Dresden-Plauner Hofmüller Gäbler
- 1733–34: Taufstein und Lesepult für die Petri-Kirche in Freiberg[2]
- 1735: Altar der Auferstehungskirche Plauen
- 1738: Grabmal George Bährs, Dresden
- 1733–39: Hochaltar und Kanzel der Frauenkirche Dresden

Feiges Söhne waren ebenfalls Bildhauer:
- Johann Christian Feige der Jüngere (1720–1788)
- Johann Friedrich Feige (1726–1788)
- Johann Ferdinand Feige der Ältere (1733–1783). Von Johann Ferdinand stammen unter anderem Statuen, die auf der Hauptstraße in Dresden aufgestellt sind[3] und die Plastik eines liegenden Löwen im ersten Stockwerk des Giebels der 1913 abgerissenen Löwenapotheke am Altmarkt.[4]